# Steve White (producteur)
Pour les articles homonymes, voir White et Steve White.
Steve White est un producteur de cinéma américain.

## Filmographie

### Producteur
- 1996 : Amityville : La Maison de poupées
- 1995 : Live Nude Girls

### Producteur exécutif
- 2004 : Les Sorcières d'Halloween 3
- 2003 : 1st to Die (en)
- 1999 : Escape from Mars
- 1999 : Roswell: The Aliens Attack (en)
- 1999 : Life in a Day (en)
- 1998 : Les Sorcières d'Halloween
- 1997 : L'Associé du diable
- 1997 : Serments mortels
- 1996 : Talk to Me
- 1996 : L'Innocence perdue
- 1994 : Mortel Rendez-vous
- 1994 : Cabin Boy
- 1993 : Amityville : Darkforce
- 1993 : Miracle Child (en)
- 1993 : Les Aventures de Huckleberry Finn
- 1992 :  Votre heure a sonné
- 1992 : Day-O (en)
- 1991 : Meet the Applegates (en)
- 1990 : Une maman pour Noël
- 1989 : Amityville 4